# Een goede raad
Een goede raad (oorspronkelijke Engelse titel: The Casual Vacancy) is het eerste boek na de Harry Potter-serie geschreven door de Britse schrijfster J.K. Rowling. De Engelse versie is uitgegeven op 27 september 2012 door Little, Brown & Company. De Nederlandse vertaling (door Carolien Metaal en Sabine Mutsaers) verscheen op 17 oktober 2012. Het boek telt 544 bladzijden. Het is Rowlings eerste boek voor een volwassen publiek en valt in het genre zwarte komedie.

## Inhoud
Het verhaal begint met de dood van een zeer geliefd man uit het stadje Pagford. In plaats van een vredige plaats blijkt Pagford het toneel te zijn van een strijd tussen rijkelui en minderbedeelden, ouders en hun puberende kinderen en vrouwen en hun echtgenoten. Barry Fairbrother, zoals de overledene heet, was lid van de deelgemeenteraad en zijn lege zetel wordt een katalysator voor het grootste gevecht dat het stadje ooit heeft meegemaakt. Wie zal triomferen na de verkiezingen?

## Titelkeuze
Gedurende twee jaar had J.K. Rowling het idee haar boek 'Verantwoordelijk'  te noemen, tot ze op een dag het werk van Charles Arnold-Baker bekeek en daar de term 'casual vacancy' tegenkwam. The New Yorker twijfelde aan deze keuze, waarop de schrijfster antwoordde: "Dit boek gaat over verantwoordelijkheid. In haar kleine vorm- hoe verantwoordelijk we zijn voor ons eigen geluk en waar we onszelf tegenkomen in het leven- maar ook in haar grote vorm: hoe verantwoordelijk we zijn voor de armen, de benadeelden, de ellende van anderen".
De Nederlandse titel is geen letterlijke vertaling. 'Een goede raad' verwijst waarschijnlijk naar de gemeenteraad, waarin nu dus een vacature vrij is, en de zeer verschillende karakters en meningen van de leden en degene die lid willen worden.

## Televisieserie
De BBC heeft een dramaserie gemaakt van Een goede raad. De eerste aflevering van de driedelige serie werd uitgezonden op 15 februari 2015. Rowling, die nauw betrokken wordt bij de serie, zegt: “Ik ben zeer verheugd dat BBC Een goede raad gaat verfilmen. Ik heb altijd gevonden dat deze roman zich het best leent voor televisie.”
Een woordvoerder van de BBC noemt de schrijfstijl van Rowling weergaloos. Dit project weerspiegelt onze ambitie alsmede de mogelijkheden van moderne televisie om 's werelds grootste talenten en meest creatieve ideeën aan zich te binden.